# Andrian (Südtirol)
Andrian ([ˈandrɪan]; italienisch Andriano) ist eine italienische Gemeinde mit 1053 Einwohnern (Stand 31. Dezember 2023) bei Bozen in Südtirol.

## Geografie

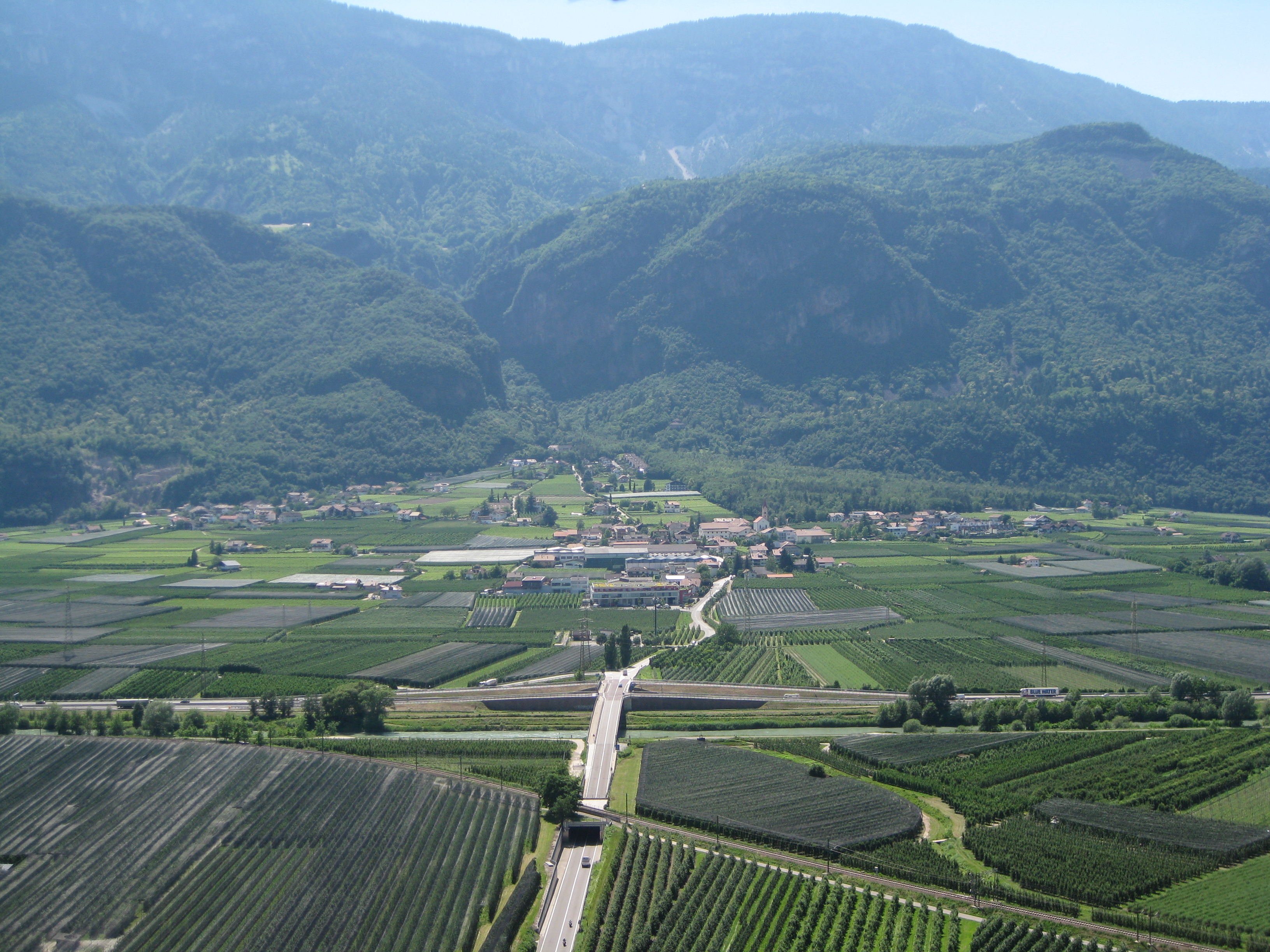
Andrian von der gegenüberliegenden Talseite aus gesehen

Die Gemeinde Andrian liegt im Etschtal zwischen Bozen und Meran knapp nordwestlich des Bozner Talkessels. Das Gemeindegebiet, mit insgesamt 4,90 km² eines der kleinsten Südtirols, erstreckt sich hauptsächlich auf der orografisch rechten, westlichen Talseite und greift nur mit einem kleinen Stück auf das andere Ufer der Etsch über. Der Ortskern (250–360 m s.l.m.) befindet sich auf dem Schwemmkegel des Gaider Bachs, der hier vom westlich aufragenden Mendelkamm herabkommend die Talsohle erreicht. Direkt hinter den Siedlungsflächen erhebt sich das Gelände – bereits außerhalb des Gemeindegebiets – zur erhöht über dem Etschtal liegenden Terrasse von Gaid und weiter zum das Landschaftsbild beherrschenden Gantkofel.
Andrian grenzt im Norden an Nals, im Osten an das sich auf der gegenüberliegenden Talseite ausdehnende Terlan und im Süden an Eppan. Obwohl die Gemeinde weder im Überetsch noch im Unterland liegt, wurde sie aus pragmatischen Erwägungen der Bezirksgemeinschaft Überetsch-Unterland zugeordnet.

## Geschichte
Durch archäologische Funde ist gesichert, dass das Gebiet bereits in grauer Vorzeit besiedelt war. Auf dem Föhrenbühel ist eine prähistorische Wallburg nachzuweisen. Die Römer errichteten auf dem Kitzerbühel ein kleines Castrum und bebauten auch die Tallage mit Landgütern o. ä. Da die Etsch ab Andrian schiffbar ist, befand sich hier ein wirtschaftlich und strategisch bedeutsamer Punkt.
Die Ortschaft Andrian wird erstmals in einem Originaldiplom des Stiftarchivs Gries aus dem Jahr 1186 anlässlich einer Besitzbestätigung von Papst Urban III. für das Augustinerchorherrenstift Au in Bozen als „Andrian“ erwähnt. In weiteren Urkunden aus dieser Zeit ist auch die Existenz einer Fähre über die Etsch belegt.
Über den Ursprung des Namens Andrian gibt es verschiedene Erklärungen:
- Andrian (Andrien), Dorf in einem dünnbewaldeten Bergwinkel, Terlan gegenüber, wahrscheinlich aus antraeanum von antrum („rundes Tälchen“, „waldige Grotte“)
- Eine andere Theorie besagt, dass „Andrianum“ als Patronymikon vom Personennamen Andrius stammt.

Die Burg Andrian gehörte den Grafen von Eppan, wurde aber bereits Ende des 13. Jahrhunderts aufgegeben. Im Spätmittelalter gehörte Andrian zum Tiroler landesfürstlichen Gericht Neuhaus und wird im Jahr 1490 urkundlich als „Andrian in dem gericht Newenhaus“ bezeichnet. Grundherren waren die Herren von Andrian-Werburg, die auch Vögte der St. Valentinskirche waren. Um 1280 hatten sie die Burg Wolfsthurn unterhalb der alten Burg Andrian errichtet.
Nach der Annexion Südtirols durch Italien wurde die Gemeinde Andrian mit Dekret des italienischen Königs Viktor Emanuel III. vom 18. November 1928 in die Gemeinde Nals eingegliedert; vorher hatte Andrian mehr als 100 Jahre lang eine eigene Gemeinde gebildet. Seit 1953 ist Andrian wieder eine eigenständige Gemeinde.

## Politik
Bürgermeister seit 1953:
- Peter Bonell: 1953–1971
- Heinrich Danay: 1971–1976
- Konrad Mathà: 1976–1985
- Otto von Dellemann: 1985–2010
- Roland Danay: 2010–2025
- Georg Profanter: seit 2025

## Bevölkerung
Andrian ist gemäß den erhobenen Sprachgruppenzugehörigkeitserklärungen bzw. Sprachgruppenzuordnungserklärungen eine mehrheitlich deutschsprachige Gemeinde. Als Berechnungsgrundlage der folgenden Prozentwerte wurden die gültigen Erklärungen von Personen mit italienischer Staatsbürgerschaft herangezogen.
| Sprache     | 1981    | 1991    | 2001    | 2011    | 2024    |
| ----------- | ------- | ------- | ------- | ------- | ------- |
| Deutsch     | 97,95 % | 95,01 % | 97,32 % | 89,96 % | 90,54 % |
| Italienisch | 2,05 %  | 4,57 %  | 2,55 %  | 9,53 %  | 8,58 %  |
| Ladinisch   | 0,00 %  | 0,42 %  | 0,13 %  | 0,51 %  | 0,88 %  |

## Bildung
In Andrian befindet sich eine Grundschule, die dem deutschen Schulsprengel der Nachbargemeinde Terlan angeschlossen ist.

## Sehenswürdigkeiten

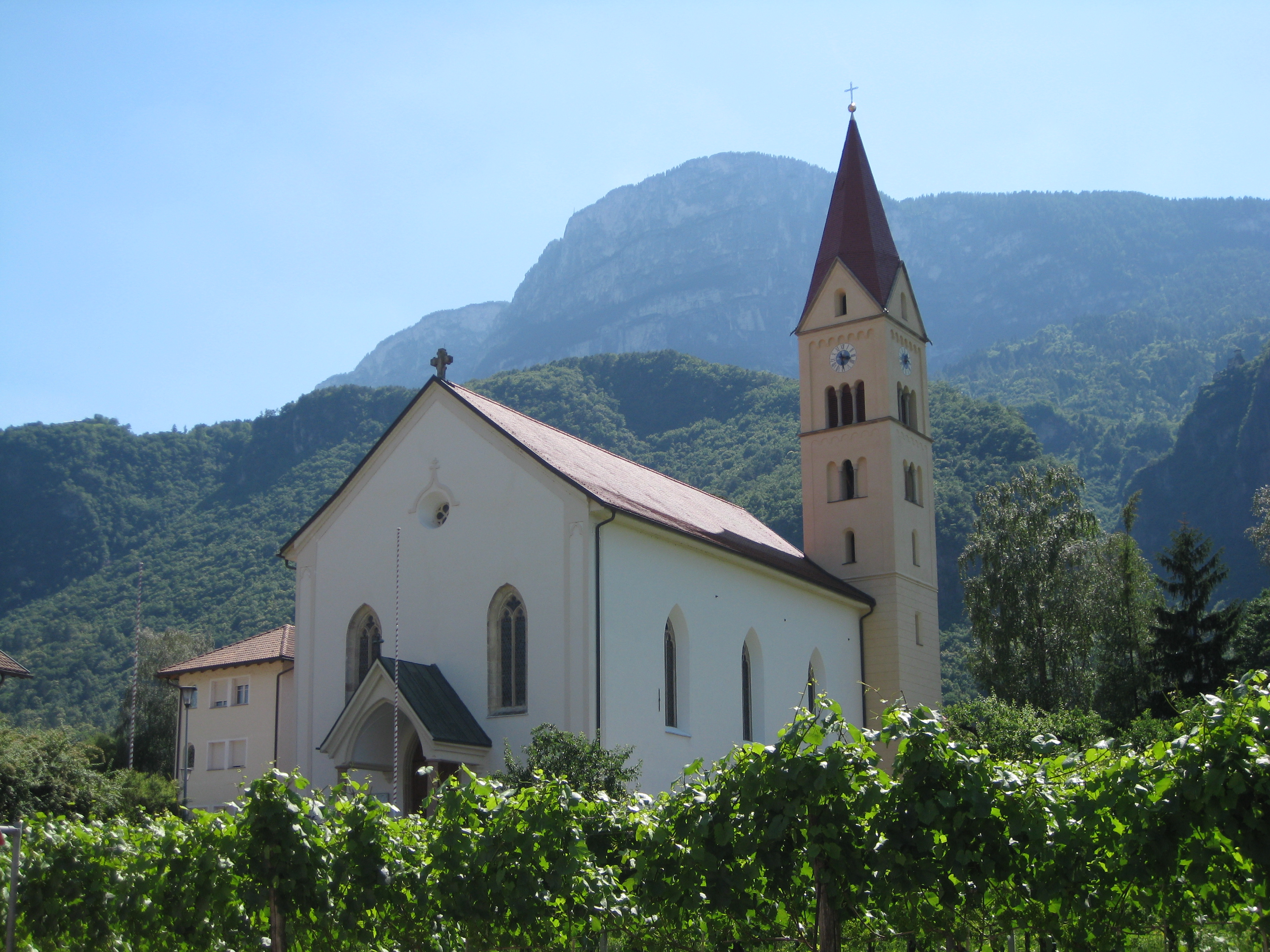
Die Pfarrkirche St. Valentin, im Hintergrund der Gantkofel

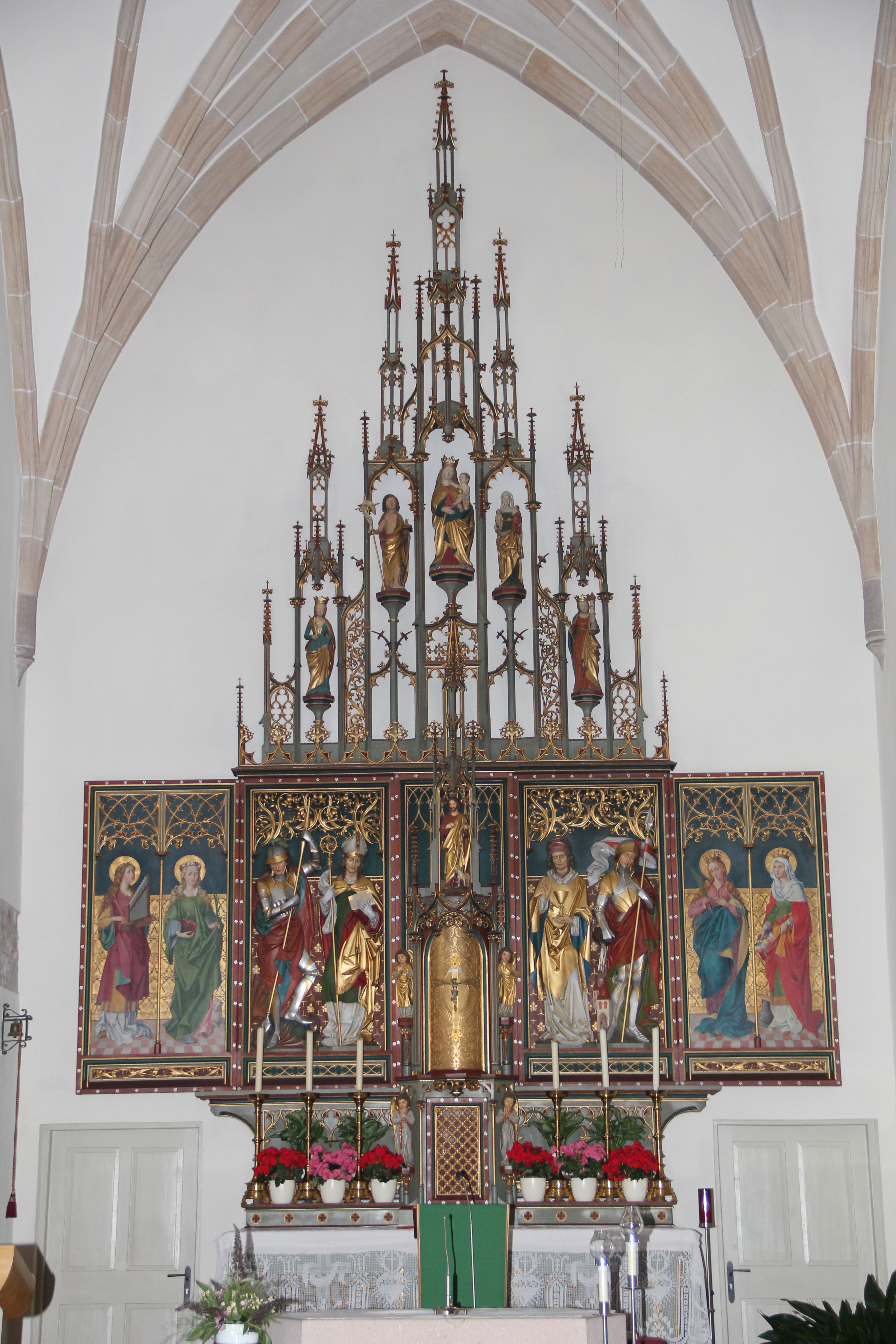
Hochaltar der Kirche St. Valentin in Andrian

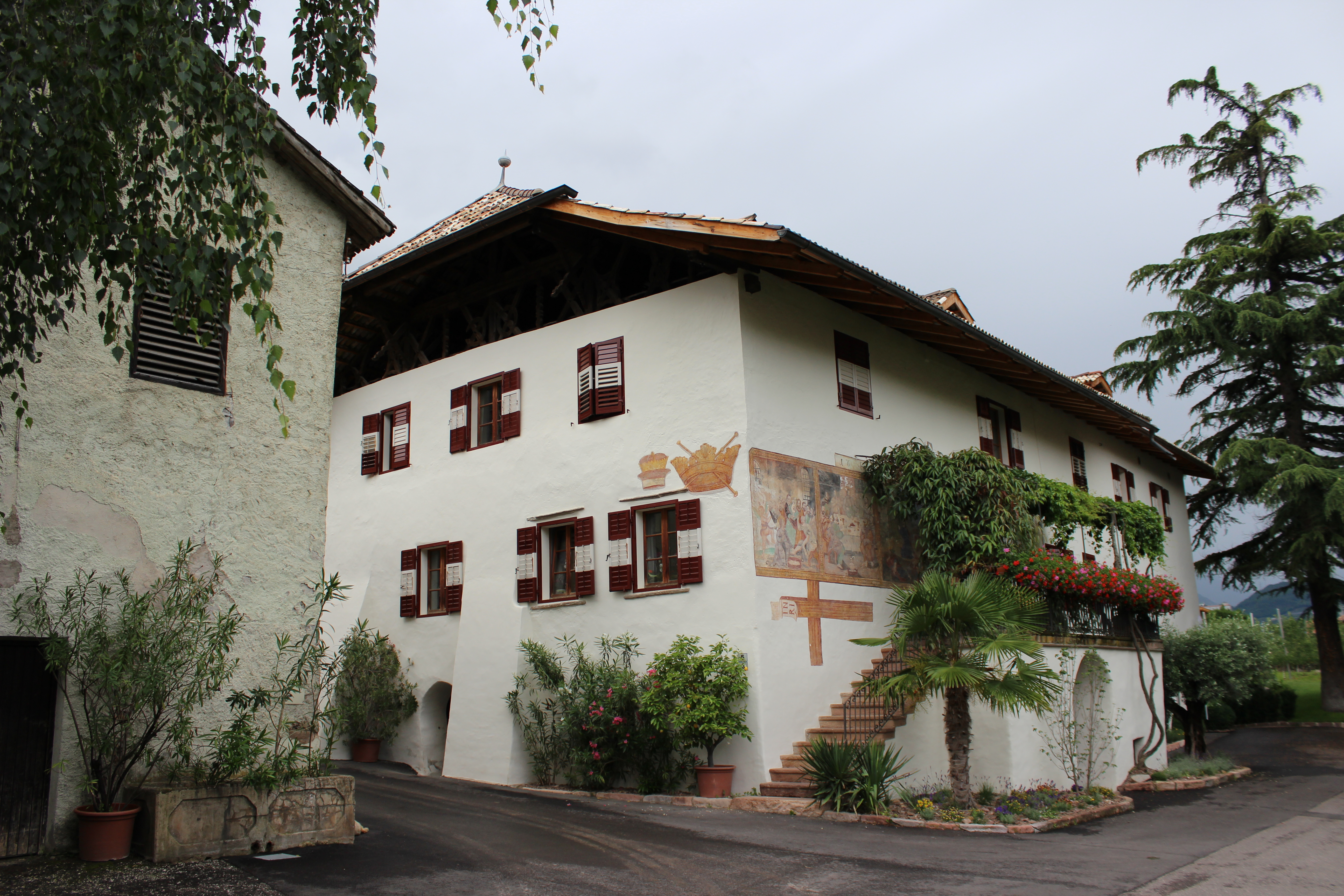
Der Sternbauer

- Die Pfarrkirche St. Valentin besitzt teilweise Bausubstanz aus dem 13. Jahrhundert. Auch einige Fresken aus jener Zeit sind in der Sakristei noch erhalten. Anton Psenner schuf 1864 die Seitenaltarbilder.[10]

- Den Sternbauerhof oberhalb der Kirche schmückt an der Südfassade ein Fresko aus dem Jahr 1519. Auf der Nordseite sind vier Szenen aus dem Leben Jesu Christi dargestellt.[11]

- Die Burg Wolfsthurn hat ihre Ursprünge in einer Festung aus dem 13. Jh., welche im 16. Jh. durch Anbauten erweitert und zu Wohnzwecken hergerichtet wurde. 1997 wurde die Anlage saniert und bietet nun u. a. Ferienwohnungen für Touristen.[12]

- Die Burg Festenstein ist eine Burgruine westlich von Andrian aus dem 13. Jahrhundert.

## Wirtschaft
Andrians Wirtschaft stützt sich auf den Tourismus in der Hauptsaison von Frühling bis zum Herbst und auf die Landwirtschaft.
Der Ort besitzt zehn gastgewerbliche Betriebe und mehrere Privatzimmervermieter, unter anderem auch auf Bauernhöfen. Insgesamt werden etwa 500 Betten für Touristen zur Verfügung gestellt.
Die Landwirtschaft konzentriert sich auf den Anbau von Obst und Wein. Auf dem Gebiet Andrians befinden sich 50 ha Weinberge.

## Verkehr
Andrian ist verkehrstechnisch durch drei im Talboden entlang der Etsch verlaufende Verkehrsadern erschlossen: die Schnellstraße Meran–Bozen („MeBo“), die am Bahnhof Terlan die nächstgelegene Zugangsstelle bietende Bahnstrecke Bozen–Meran und die Radroute 2 „Vinschgau–Bozen“.

## Sonstiges
Andrian hatte bis 2016 die kleinste selbstständige Raiffeisenkasse Südtirols, sie fusionierte am 1. Januar 2017 mit den Raiffeisenkassen von Terlan, Mölten und Nals zur Raiffeisenkasse Etschtal.
Im Jahr 1893 wurde in Andrian die erste und dadurch heute älteste Kellereigenossenschaft Südtirols gegründet.
Das Gipfelkreuz am Gantkofel wurde so aufgestellt, dass es aus der Perspektive vom Dorfzentrum aus gesehen an der höchsten Stelle steht, auch wenn es de facto nicht die höchste Stelle des Berges ist. Jedes Jahr wird von den Andrianern in der Steilwand des Gantkofels zur traditionellen Tiroler Herz-Jesu-Feier im Juni ein Feuer in Form des Tiroler Landesadlers entzündet.
Andrian pflegt freundschaftliche Kontakte zur Großen Kreisstadt Bietigheim-Bissingen in Baden-Württemberg, Deutschland. Diese gehen auf den früheren Bissinger Gemeinderat Reinhold Mahl zurück, der während seiner Gefangenschaft im Zweiten Weltkrieg in Andrian neue Freunde gewann.